# زمین‌لرزه ۱۹۲۱ فیلیپین
زمین‌لرزه فیلیپین  در تاریخ ۱۱ نوامبر ۱۹۲۱ میلادی، برابر با ‎۲۰ آبان ۱۳۰۰، ساعت ۱۸:۳۶:۲۶ به زمان یوتی‌سی در فیلیپین رخ داد. ژرفای این زلزله ۳۵ کیلومتر بود. بزرگی آن ۷٫۳ در مقیاس Mw اعلام شده‌است. زمین‌لرزه به وقت محلی در روز شنبه، ساعت ۲ روی داده و منطقه زمانی آن یوتی‌سی +۸ بوده‌است .
سازمان زمین‌شناسی آمریکا نیز جای این زمین‌لرزه را در مختصات ۸°شمالی ۱۲۷°شرقی / ۸°شمالی ۱۲۷°شرقی و بزرگی آنرا برابر با ۷٫۵ در مقیاس ریشتر اعلام کرده‌است. ژرفای گزارش شده از سوی این سازمان ۶۰ کیلومتر می‌باشد.
شمار کشتگان زلزله حدود ۶۰۰ نفر بوده‌است.